# III legislatura del Parlament Europeu
La III legislatura del Parlament Europeu va ser un cicle parlamentari que va començar el 25 de juliol de 1989, després de les eleccions europees celebrades entre el 15 i el 18 de juny, i va durar fins al 18 de juliol de 1994. Els diputats del Parlament Europeu es van agrupar en grups polítics segons la seva afinitat ideològica, i seguint la tradició de l'Assemblea Comuna de la Comunitat Europea del Carbó i de l'Acer.

## Principals esdeveniments
15-18 de juny de 1989
- Eleccions al Parlament Europeu de 1989.

24 de juliol de 1989
- Sessió constitutiva del 3r Parlament Europeu.
  - Grups constituïts: SOC (180), PPE (121), LDR (49), DE (34), V (30), EUE (28), ADE (20), DR (17), CE (14), ARC (13), NI (12).

- Elecció de la presidència del Parlament Europeu per a la primera meitat de la legislatura.
  - Enrique Barón (SOC) d'Espanya, es elegit president.

9 de novembre de 1989
- Caiguda del Mur de Berlín.

21 de febrer de 1991
- S'incorporen al Parlament els diputats observadors de la República Federal Alemanya.

15 de març de 1991
- La República Democràtica Alemanya i la República Federal Alemanya es reunifiquen.

14 de gener de 1992
- Elecció de la presidència del Parlament Europeu per a la segona meitat de la legislatura.
  - Egon Klepsch (PPE) d'Alemanya, es elegit president.

7 de febrer de 1992
- Se signa el Tractat de Maastricht.

1 de maig de 1992
- Desaparició del Grup dels Demòcrates Europeus i integració al Partit Popular Europeu.

1 de gener de 1993
- Inicia el mandat la Comissió Delors III, que substitueix la Comissió Delors II.

12 de gener de 1993
- Desaparició del Grup de l'Esquerra Unitària Europea.

1 de novembre de 1993
- Entra en vigor el Tractat de Maastrich.
- Es funda la Unió Europea que substitueix les Comunitats Europees.

9-12 de juny de 1994
- Eleccions al Parlament Europeu de 1994.
  - Grups a la dissolució: SOC (198), PPE (162), LDR (45), V (27), ADE (20), ARC (14), CE (13), DR (12), NI (12).

## Resultats
Els partits socialdemòcrates agrupats a la Confederació Europea de Partits Socialistes van guanyar la majoria d'escons amb 179 eurodiputats, 47 per sobre de les anteriors eleccions, per davant dels partits conservadors i democratacristians del Partit Popular Europeu que van aconseguir 105 escons, tres per sota de les anteriors. Els partits liberals i centristes de la Federació de Partits Liberals i Demòcrates a Europa van sumar un total de 43 diputats europeus, 15 més que a les anteriors eleccions, mentre que la Coordinació Europea de Partits Verds i l'Aliança Lliure Europea van aconseguir 22 i 6 escons respectivament.

## Formació de grups polítics
Després de les eleccions, el Parlament Europeu va patir canvis profunds en la composició dels seus grups. Els grans grups es va mantenir, liderats pel Grup Socialista amb 180 escons enfront dels 121 eurodiputats del Grup del Partit Popular Europeu - Grup Demòcrata Cristià, seguits del Grup Liberal, Democràtic i Reformista amb 49 representants.
El Grup Comunista i aliats es va dividir en dos grups: per una banda, el Grup de l'Esquerra Unitària Europea, liderat pel Partit Comunista Italià i l'Esquerra Unida espanyola, amb 28 escons; i per una altra, el Grup de la Coalició d'Esquerres, encapçalat pel Partit Comunista Francès i el Partit Comunista Portuguès, amb 14 eurodiputats.
També es va dividir el Grup de l'Arc de Sant Martí: per una banda, els partits integrats en la Coordinació Europea de Partits Verds, junt amb els partits d'esquerres i verds a l'Aliança Verda-Alternativa Europea, van fundar el Grup Verd al Parlament Europeu amb 30 escons; per una altra , l'Aliança Lliure Europea i el Moviment Popular de Dinamarca van impulsar un nou Grup de l'Arc de Sant Martí amb 13 escons.
Dins el conservadorisme i l'extrema dreta també van succeir canvis: el Partit Popular (hereu d'Aliança Popular) va abandonar els Demòcrates Europeus i es va integrar al PPE, deixant els Conservadors anglesos i danesos sols amb 34 escons. Per altra banda, el Grup de la Dreta Europea es va transformar en el Grup Tècnic de la Dreta Europea per l'abandonament del Moviment Social Italià (que es va sumar als No Inscrits) i el Partit Unionista de l'Ulster (que es va integrar al PPE), però sumant Els Republicans alemanys i el Bloc Flamenc.
| Grup polític | Grup polític                                                   | Posició          | Ideologia                                       | Escons    |
| ------------ | -------------------------------------------------------------- | ---------------- | ----------------------------------------------- | --------- |
|              | Grup Socialista (SOC)                                          | Centreesquerra   | Socialdemocràcia Socialisme democràtic          | 180 / 518 |
|              | Grup del Partit Popular Europeu - Grup Demòcrata Cristià (PPE) | Centredreta      | Conservadorisme liberal Democràcia cristiana    | 121 / 518 |
|              | Grup Liberal, Democràtic i Reformista (LDR)                    | Centre           | Liberalisme Socioliberalisme Progressisme       | 49 / 518  |
|              | Grup dels Demòcrates Europeus (GDE)                            | Dreta            | Conservadorisme                                 | 34 / 518  |
|              | Grup Verd al Parlament Europeu (V)                             | Centreesquerra   | Ecologisme                                      | 30 / 518  |
|              | Grup de l'Esquerra Unitària Europea (EUE)                      | Esquerra         | Marxisme Anticapitalisme                        | 28 / 518  |
|              | Grup de l'Aliança Democràtica Europea (ADE)                    | Dreta Ultradreta | Conservadorisme nacionalista                    | 20 / 518  |
|              | Grup Tècnic de la Dreta Europea (DR)                           | Ultradreta       | Populisme de dreta Euroescepticisme Sobiranisme | 17 / 518  |
|              | Grup de la Coalició d'Esquerres (CE)                           | Esquerra         | Marxisme Anticapitalisme                        | 14 / 518  |
|              | Grup de l'Arc de Sant Martí (ARC)                              | Transversalisme  | Regionalisme                                    | 13 / 518  |
|              | No inscrits (NI)                                               |                  |                                                 | 12 / 518  |

| Estat | Grups polítics del Parlament Europeu | Grups polítics del Parlament Europeu | Grups polítics del Parlament Europeu | Grups polítics del Parlament Europeu | Grups polítics del Parlament Europeu  | Grups polítics del Parlament Europeu | Grups polítics del Parlament Europeu | Grups polítics del Parlament Europeu | Grups polítics del Parlament Europeu | Grups polítics del Parlament Europeu | Grups polítics del Parlament Europeu | Grups polítics del Parlament Europeu | Grups polítics del Parlament Europeu | Grups polítics del Parlament Europeu | Grups polítics del Parlament Europeu | Grups polítics del Parlament Europeu | Grups polítics del Parlament Europeu | Grups polítics del Parlament Europeu | Grups polítics del Parlament Europeu | Grups polítics del Parlament Europeu | Grups polítics del Parlament Europeu | Grups polítics del Parlament Europeu | MEP |  |    |
| Estat | SOC                                  | SOC                                  | PPE                                  | PPE                                  | LDR                                   | LDR                                  | DE                                   | DE                                   | V                                    | V                                    | EUE                                  | EUE                                  | ADE                                  | ADE                                  | DR                                   | DR                                   | CE                                   | CE                                   | ARC                                  | ARC                                  | NI                                   | NI                                   | MEP |  |    |
| --- | ------------------------------------ | ------------------------------------ | ------------------------------------ | ------------------------------------ | ------------------------------------- | ------------------------------------ | ------------------------------------ | ------------------------------------ | ------------------------------------ | ------------------------------------ | ------------------------------------ | ------------------------------------ | ------------------------------------ | ------------------------------------ | ------------------------------------ | ------------------------------------ | ------------------------------------ | ------------------------------------ | ------------------------------------ | ------------------------------------ | ------------------------------------ | ------------------------------------ | --- |  | -- |
| Estat | RFA                                  | 31 SPD                               | -2                                   | 25 CDU 7 CSU                         | -9                                    | 4 FDP                                | +4                                   |                                      |                                      | 8 Grüne                              |                                      |                                      |                                      |                                      |                                      | 6 REP                                | +6                                   |                                      |                                      |                                      |                                      |                                      | MEP |  | 81 |
| França | 18 PS 2 MRG 2 ADD                    | +2                                   | 5 CDS 1 UDF                          | -2                                   | 6 PR 2 UDF 2 PRAD 1 CNI 1 Clubs 1 PSD |                                      |                                      |                                      | 8 LV                                 |                                      |                                      |                                      | 12 RPR 1 CNI                         | -7                                   | 10 FN                                | +1                                   | 7 PCF                                |                                      | 1 UPC                                |                                      | 1 UDF                                |                                      | 81  |  |    |
| Itàlia | 12 PSI 2 PSDI                        | +2                                   | 26 DC 1 SVP                          |                                      | 2 PRI 1 PLI                           | -3                                   |                                      |                                      | 3 VE 2 VA 1 DP 1 PR                  |                                      | 22 PCI                               |                                      |                                      |                                      |                                      | -5                                   |                                      |                                      | 2 LL-AN 1 PSdAz                      |                                      | 4 MSI 1 PLI                          | +2                                   | 81  |  |    |
| Regne Unit | 45 Lab 1 SDLP                        | +13                                  | 1 UUP                                | +1                                   |                                       |                                      | 32 CON                               | -13                                  |                                      |                                      |                                      |                                      |                                      | -1                                   |                                      | -1                                   |                                      |                                      | 1 SNP                                |                                      | 1 DUP                                |                                      | 81  |  |    |
| Espanya | 27 PSOE                              | -2                                   | 15 PP 1 UDC                          | +15                                  | 5 CDS 1 CDC                           | +4                                   |                                      | -17                                  | 1 EP                                 |                                      | 4 IU                                 |                                      |                                      |                                      |                                      |                                      |                                      |                                      | 1 EA 1 PA                            |                                      | 2 RM 1 PNB 1 HB                      | -3                                   | 60  |  |    |
| Països Baixos | 8 PvdA                               | -1                                   | 10 CDA                               | +2                                   | 3 VVD 1 D66                           | -1                                   |                                      |                                      | 1 CPN 1 PPR                          |                                      |                                      |                                      |                                      |                                      |                                      |                                      |                                      |                                      |                                      |                                      | 1 SGP                                |                                      | 25  |  |    |
| Bèlgica | 5 PS 3 SP                            |                                      | 5 CVP 2 PSC                          | +1                                   | 2 PRL 2 PVV                           | -1                                   |                                      |                                      | 2 Ecolo 1 Agalev                     |                                      |                                      |                                      |                                      |                                      | 1 VB                                 | +1                                   |                                      |                                      | 1 VU                                 |                                      |                                      | -1                                   | 24  |  |    |
| Grècia | 9 PASOK                              | -1                                   | 10 ND                                | +2                                   |                                       |                                      |                                      |                                      |                                      |                                      | 1 SYN                                |                                      | 1 DIANA                              |                                      |                                      | -1                                   | 3 SYN                                |                                      |                                      |                                      |                                      |                                      | 24  |  |    |
| Portugal | 8 PS                                 | +1                                   | 3 CDS                                | -1                                   | 9 PSD                                 | -1                                   |                                      |                                      | 1 PEV                                |                                      |                                      |                                      |                                      |                                      |                                      |                                      | 3 PCP                                |                                      |                                      |                                      |                                      |                                      | 24  |  |    |
| Dinamarca | 4 A                                  | +1                                   | 2 CD                                 | +1                                   | 3 V                                   | +1                                   | 2 C                                  | -2                                   |                                      |                                      | 1 SF                                 |                                      |                                      |                                      |                                      |                                      |                                      |                                      | 4 N                                  |                                      |                                      |                                      | 16  |  |    |
| Irlanda | 1 Lab                                | +1                                   | 4 FG                                 | -2                                   | 1 PD 1 Maher                          | +1                                   |                                      |                                      |                                      |                                      |                                      |                                      | 6 FF                                 | -2                                   |                                      |                                      | 1 WP                                 |                                      | 1 IFF                                |                                      |                                      |                                      | 15  |  |    |
| Luxemburg | 2 LSAP                               |                                      | 3 CSV                                |                                      | 1 DP                                  |                                      |                                      |                                      |                                      |                                      |                                      |                                      |                                      |                                      |                                      |                                      |                                      |                                      |                                      |                                      |                                      |                                      | 6   |  |    |
| Total | 180                                  | +14                                  | 121                                  | +8                                   | 49                                    | +4                                   | 34                                   | -32                                  | 30                                   |                                      | 28                                   |                                      | 20                                   | -10                                  | 17                                   | +1                                   | 14                                   |                                      | 13                                   |                                      | 12                                   | -2                                   | MEP |  |    |
| Total |                                      |                                      |                                      |                                      |                                       |                                      |                                      |                                      |                                      |                                      |                                      |                                      |                                      |                                      |                                      |                                      |                                      |                                      |                                      |                                      |                                      |                                      | MEP |  |    |
| Total | SOC                                  | SOC                                  | PPE                                  | PPE                                  | LDR                                   | LDR                                  | DE                                   | DE                                   | V                                    | V                                    | EUE                                  | EUE                                  | ADE                                  | ADE                                  | DR                                   | DR                                   | CE                                   | CE                                   | ARC                                  | ARC                                  | NI                                   | NI                                   | MEP |  |    |
| Total | Grups polítics del Parlament Europeu |                                      |                                      |                                      |                                       |                                      |                                      |                                      |                                      |                                      |                                      |                                      |                                      |                                      |                                      |                                      |                                      |                                      |                                      |                                      |                                      |                                      | MEP |  |    |
| Nota: - Les dades comparatives són en relació amb l'organització dels grups a la finalització del segon mandat del Parlament Europeu. |                                      |                                      |                                      |                                      |                                       |                                      |                                      |                                      |                                      |                                      |                                      |                                      |                                      |                                      |                                      |                                      |                                      |                                      |                                      |                                      |                                      |                                      |     |  |    |

## Desaparició del Grup dels Demòcrates Europeus
Durant la II legislatura del Parlament Europeu els Demòcrates Europeus van perdre gran part dels seus integrants, que es van anar incorporant al Grup del Partit Popular Europeu. Fins i tot, a l'inici de la tercera legislatura, el Partit Popular (hereu d'Aliança Popular) va fer el salt al grup dels democristians, i el grup es va constituir amb els 32 eurodiputats del Partit Conservador i 2 del Partit Popular Conservador de Dinamarca.
Aquesta situació va generar un debat dins del partit britànic, on fins i tot els majors euroescèptics com Margaret Thatcher van admetre que el partit no podia ser escoltat de manera efectiva al ser-hi a un grup tan perifèric. Amb tot això, l'1 de maig de 1992 es va decidir dissoldre el grup parlamentari i integrar-se ambdós partits dins el grup popular, però amb estatuts de "partit associat", és a dir, sense formar part del Partit Popular Europeu, considerat per molts com un partit favorable a la integració europea.

## Desaparició del Grup de l'Esquerra Unitària Europea
Tres dies després de la Caiguda del mur de Berlín, el secretari general del Partit Comunista Italià Achille Occhetto, va anunciar la voluntat de la direcció del partit d'iniciar un apropament a la socialdemocràcia europea, que va concloure el 3 de febrer de 1991, a la clausura del XX Congré Nacional del PCI, on es va decidir la dissolució del partit i la creació del Partit Democràtic de l'Esquerra.
El 12 de gener de 1993, el Grup de l'Esquerra Unitària Europea es va dissoldre pel pas dels 20 eurodiputats, dels 22 aconseguits a les eleccions europees de 1989, al Grup Socialista. La resta de diputats van passar al Grup dels No inscrits, entre ells els 2 eurodiputats que es van integrar a l'escissió Partit de la Refundació Comunista i els eurodiputats d'Esquerra Unida, amb l'excepció de l'Esquerra Verda de Dinamarca, que es va integrar al Grup Verd al Parlament Europeu.

## Grups polítics al Parlament sortint
Al final de la legislatura, els grups del Parlament Europeu s'organitzaven de la següent manera:
| Grup polític | Grup polític                                                   | Posició           | Ideologia                                                    | Escons    |
| ------------ | -------------------------------------------------------------- | ----------------- | ------------------------------------------------------------ | --------- |
|              | Grup Socialista (SOC)                                          | Centreesquerra    | Socialdemocràcia Socialisme democràtic                       | 198 / 518 |
|              | Grup del Partit Popular Europeu - Grup Demòcrata Cristià (PPE) | Centredreta Dreta | Conservadorisme liberal Democràcia cristiana Conservadorisme | 162 / 518 |
|              | Grup Liberal, Democràtic i Reformista (LDR)                    | Centre            | Liberalisme Socioliberalisme Progressisme                    | 45 / 518  |
|              | Grup Verd al Parlament Europeu (V)                             | Centreesquerra    | Ecologisme                                                   | 27 / 518  |
|              | Grup de l'Aliança Democràtica Europea (ADE)                    | Dreta Ultradreta  | Conservadorisme nacionalista                                 | 20 / 518  |
|              | Grup de l'Arc de Sant Martí (ARC)                              | Transversalisme   | Regionalisme                                                 | 14 / 518  |
|              | Grup de la Coalició d'Esquerres (CE)                           | Esquerra          | Marxisme Anticapitalisme                                     | 13 / 518  |
|              | Grup Tècnic de la Dreta Europea (DR)                           | Ultradreta        | Populisme de dreta Euroescepticisme Sobiranisme              | 12 / 518  |
|              | No inscrits (NI)                                               |                   |                                                              | 27 / 518  |

| Estat | Grups polítics del Parlament Europeu | Grups polítics del Parlament Europeu | Grups polítics del Parlament Europeu | Grups polítics del Parlament Europeu | Grups polítics del Parlament Europeu | Grups polítics del Parlament Europeu | Grups polítics del Parlament Europeu | Grups polítics del Parlament Europeu | Grups polítics del Parlament Europeu | Grups polítics del Parlament Europeu | Grups polítics del Parlament Europeu | Grups polítics del Parlament Europeu | Grups polítics del Parlament Europeu | Grups polítics del Parlament Europeu | Grups polítics del Parlament Europeu | Grups polítics del Parlament Europeu | Grups polítics del Parlament Europeu | Grups polítics del Parlament Europeu | MEP |    |    |
| Estat | SOC                                  | SOC                                  | PPE                                  | PPE                                  | LDR                                  | LDR                                  | V                                    | V                                    | ADE                                  | ADE                                  | ARC                                  | ARC                                  | CE                                   | CE                                   | DR                                   | DR                                   | NI                                   | NI                                   | MEP |    |    |
| --- | ------------------------------------ | ------------------------------------ | ------------------------------------ | ------------------------------------ | ------------------------------------ | ------------------------------------ | ------------------------------------ | ------------------------------------ | ------------------------------------ | ------------------------------------ | ------------------------------------ | ------------------------------------ | ------------------------------------ | ------------------------------------ | ------------------------------------ | ------------------------------------ | ------------------------------------ | ------------------------------------ | --- | -- | -- |
| Estat | RFA                                  | 31 SPD                               |                                      | 25 CDU 7 CSU                         |                                      | 4 FDP 1 Ind.                         | +1                                   | 6 Grüne                              | -2                                   |                                      |                                      | 1 Grüne                              | +1                                   |                                      |                                      | 2 Ind.                               | -4                                   | 2 Ind. 1 REP 1 DL                    | MEP | +4 | 81 |
| França | 18 PS 1 MRG 1 ADD 1 Ind.             | -1                                   | 6 CDS 3 UDF 1 RPR 1 UDI 1 Ind.       | +6                                   | 5 PR 2 UDF 2 PRAD                    | -4                                   | 8 LV                                 |                                      | 11 RPR                               | -2                                   | 1 UPC                                |                                      | 7 PCF                                |                                      | 9 FN                                 | -1                                   | 1 UDF 1 PS 1 Ind.                    | +2                                   | 81  |    |    |
| Itàlia | 20 PDS 12 PSI 2 PSDI                 | +20                                  | 26 DC 1 SVP                          |                                      | 2 PRI 1 PLI 1 PR                     | +1                                   | 3 VE 2 VA 1 DP                       | -1                                   |                                      |                                      | 1 PSdAz                              | -2                                   |                                      |                                      |                                      |                                      | 4 MSI 2 LL-AN 2 RC 1 PLI             | +4                                   | 81  |    |    |
| Regne Unit | 45 Lab 1 SDLP                        |                                      | 32 CON 1 UUP                         | +32                                  |                                      |                                      |                                      |                                      |                                      |                                      | 1 SNP                                |                                      |                                      |                                      |                                      |                                      | 1 DUP                                |                                      | 81  |    |    |
| Espanya | 27 PSOE                              |                                      | 15 PP 1 UDC 1 CDS                    | +1                                   | 4 CDS 1 CDC                          | -1                                   | 1 EP                                 |                                      | 2 RM                                 | +2                                   | 1 ERC 1 PA 1 CG                      | +1                                   |                                      |                                      |                                      |                                      | 4 IU 1 HB                            | +1                                   | 60  |    |    |
| Països Baixos | 8 PvdA                               |                                      | 10 CDA                               |                                      | 3 VVD 1 D66                          |                                      | 1 GL 1 DG                            |                                      |                                      |                                      |                                      |                                      |                                      |                                      |                                      |                                      | 1 SGP                                |                                      | 25  |    |    |
| Bèlgica | 5 PS 3 SP                            |                                      | 5 CVP 2 PSC                          |                                      | 2 PRL 2 PVV                          |                                      | 2 Ecolo 1 Agalev                     |                                      |                                      |                                      | 1 VU                                 |                                      |                                      |                                      | 1 VB                                 |                                      |                                      |                                      | 24  |    |    |
| Grècia | 9 PASOK                              |                                      | 10 ND                                |                                      |                                      |                                      |                                      |                                      | 1 DIANA                              |                                      |                                      |                                      | 1 SYN 1 KKE 1 NAR                    |                                      |                                      |                                      | 1 SYN                                | +1                                   | 24  |    |    |
| Portugal | 7 PS 1 Ind.                          |                                      | 3 Ind.                               |                                      | 9 PSD                                |                                      |                                      | -1                                   |                                      |                                      | 1 PRD                                | +1                                   | 3 PCP                                |                                      |                                      |                                      |                                      |                                      | 24  |    |    |
| Dinamarca | 3 A                                  | -1                                   | 2 CD 2 C                             | +2                                   | 2 V                                  | -1                                   | 1 SF                                 | +1                                   |                                      |                                      | 3 JuneM 1 N                          |                                      |                                      |                                      |                                      |                                      | 2 Ind.                               | +2                                   | 16  |    |    |
| Irlanda | 1 Lab                                |                                      | 4 FG                                 |                                      | 1 PD 1 Maher                         |                                      |                                      |                                      | 6 FF                                 |                                      | 1 IFF                                |                                      |                                      | -1                                   |                                      |                                      | 1 DL                                 | +1                                   | 15  |    |    |
| Luxemburg | 2 LSAP                               |                                      | 3 CSV                                |                                      | 1 DP                                 |                                      |                                      |                                      |                                      |                                      |                                      |                                      |                                      |                                      |                                      |                                      |                                      |                                      | 6   |    |    |
| Total | 198                                  | +18                                  | 162                                  | +41                                  | 45                                   | -4                                   | 27                                   | -3                                   | 20                                   |                                      | 14                                   | +1                                   | 13                                   | -1                                   | 12                                   | -5                                   | 27                                   | +15                                  | MEP |    |    |
| Total |                                      |                                      |                                      |                                      |                                      |                                      |                                      |                                      |                                      |                                      |                                      |                                      |                                      |                                      |                                      |                                      |                                      |                                      | MEP |    |    |
| Total | SOC                                  | SOC                                  | PPE                                  | PPE                                  | LDR                                  | LDR                                  | V                                    | V                                    | ADE                                  | ADE                                  | ARC                                  | ARC                                  | CE                                   | CE                                   | DR                                   | DR                                   | NI                                   | NI                                   | MEP |    |    |
| Total | Grups polítics del Parlament Europeu |                                      |                                      |                                      |                                      |                                      |                                      |                                      |                                      |                                      |                                      |                                      |                                      |                                      |                                      |                                      |                                      |                                      | MEP |    |    |
| Nota: - Les dades comparatives són en relació amb l'organització dels grups a l'inici del tercer mandat del Parlament Europeu. |                                      |                                      |                                      |                                      |                                      |                                      |                                      |                                      |                                      |                                      |                                      |                                      |                                      |                                      |                                      |                                      |                                      |                                      |     |    |    |